# Sauver Ispahan
Sauver Ispahan est un roman de Jean-Christophe Rufin, paru en 1998, qui raconte la suite des aventures de Jean-Baptiste Poncet, héros de l'Abyssin. Il relate le parcours de ce pharmacien à travers le Caucase et l'Oural.